# Centro Internacional de Ferias y Congresos de Tenerife

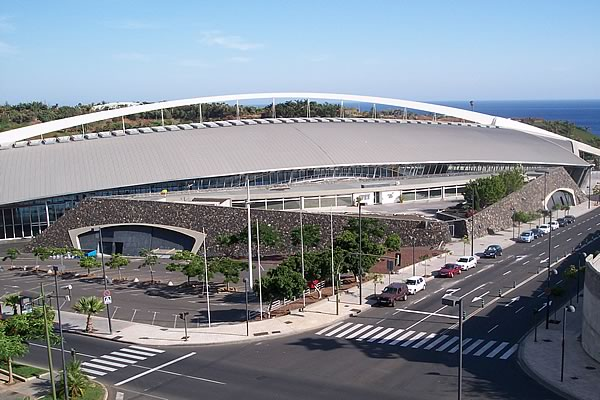
Centro Internacional de Ferias y Congresos de Tenerife

Centro Internacional de Ferias y Congresos de Tenerife, inaugurato nel maggio 1996 e si estende per oltre 40.000 metri quadrati, situato nella città di Santa Cruz de Tenerife (Spagna). L'edificio è utilizzato principalmente per i grandi eventi del Carnevale di Santa Cruz de Tenerife.
Il complesso fu progettato dall'architetto Santiago Calatrava e si configura come un edificio in grado di ospitare grandi manifestazioni fieristiche, mostre e conferenze tenute sull'isola di Tenerife. La grande nave al piano superiore ha un totale di 12.000 metri quadrati, diventando così il più grande spazio coperto nelle Isole Canarie.